# Palazzo Brancaccio (Napoli, via San Pantaleone nn.16-18)
Il Palazzo Brancaccio è un edificio di valore storico e architettonico di Napoli, situato in via San Pantaleone nel quartiere di San Ferdinando.
Considerabile tra gli edifici civili più rilevanti dei Quartieri Spagnoli, venne probabilmente eretto nel XVII secolo, accorpando più costruzioni precedenti. 
Si presenta come un vasto edificio di quattro piani che sorge su di un suolo inclinato e che possiede due portali d'accesso in piperno a bugne piatte dall'uguale disegno ai civici 16 e 18. Sulla sommità del portale al civico 18 è poggiato lo stemma della famiglia Brancaccio, una delle più antiche e illustri della nobiltà napoletana, la quale sicuramente fu fautrice del grande rinnovamento settecentesco che caratterizza ancora il palazzo. Si presenta in buone condizioni manutentive solo per metà della facciata e nel cortile al civico 16, sulla cui destra vi è la pregevole scala aperta dalle tre arcate a tutto sesto per livello con ballatoi chiusi da balaustre in piperno e a tre rampe con quattro pilastri centrali. Meno ricca è la scala al civico 18 che si trova a sinistra dell'androne e che è a due rampe separate da quattro pilastrini accoppiati che contengono le balaustre sempre in piperno. Al civico 20 vi è un piccolo portale dietro il  quale vi è una piccola scala dai gradini tutti in piperno che probabilmente conduceva agli appartamenti della servitù.
Ancora agli inizi dell'800 possedeva appartamenti riccamente affrescati e arredati nei quali spiccava la galleria interamente dipinta da Giovan Battista Natali.

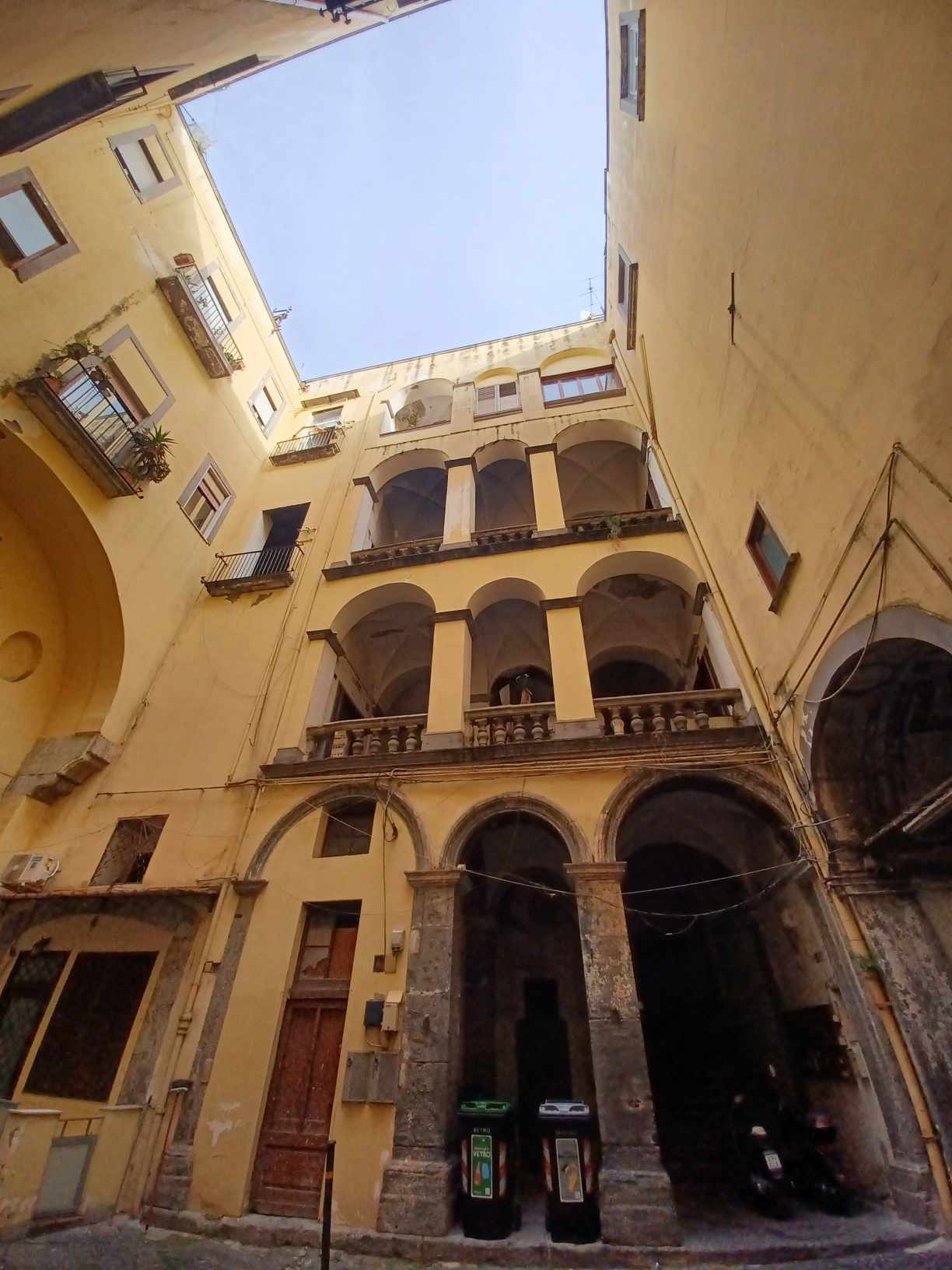
La scala nel cortile al civico 16
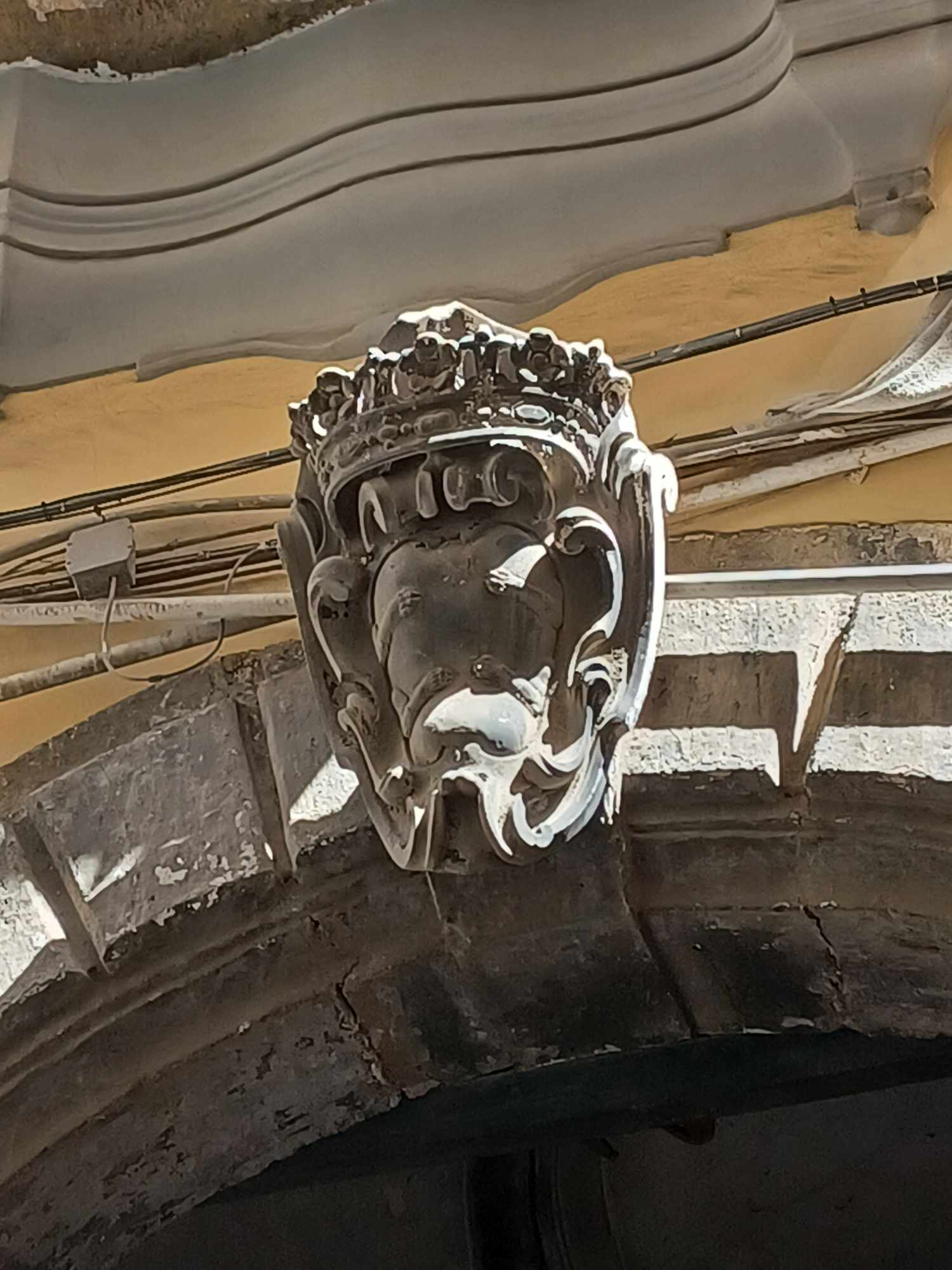
Lo stemma dei Brancaccio sul portale al civico 18